# Ли Рокер
Ли Ро́кер (англ. Lee Rocker, настоящее имя — Леон Друкер (англ. Leon Drucker); род. 3 августа 1961, Массапекуа, штат Нью-Йорк) — американский контрабасист, играющий в стиле рокабилли.
Родился в семье классических кларнетистов Стэнли Друкера (бывшего главного кларнетиста Нью Йоркского филармонического оркестра) и Наоми Друкер. Его сестра Розанна является автором-исполнителем песен в стиле кантри. В детстве обучался игре на виолончели, а позже научился играть на бас-гитаре.
Среди школьных друзей Леона были Джеймс Макдоннелл и Брайан Сетзер. В 1979 году они создали группу Stray Cats. Макдоннелл взял сценическое имя Слим Джим Фантом. Тогда же и Леон взял псевдоним Ли Рокер.
Помимо Stray Cats записывался или выступал с Карлом Перкинсом, Джорджем Харрисоном, Ринго Старром, Вилли Нельсоном, Леоном Расселом, Китом Ричардсом, Джоном Фогерти, Скотти Муром и другими.
После распада Stray Cats Рокер начал сольную карьеру. В 1985 году Рокер, Фантом и Эрл Слик создали группу группы Phantom, Rocker & Slick, которая выпустила два альбома.
Женат, отец двоих детей. Семья проживает в Калифорнии.

## Дискография
Stray Cats
- Stray Cats (1981)
- Gonna Ball (1981)
- Built for Speed (1982)
- Rant N' Rave with the Stray Cats (1983)
- Rock Therapy (1986)
- Blast Off! (1989)
- Let’s Go Faster! (1990)
- The Best of the Stray Cats: Rock This Town (1990)
- Choo Choo Hot Fish (1992)
- Original Cool (1993)
- Rumble in Brixton (2004)

Phantom, Rocker & Slick
- Phantom, Rocker and Slick (1985)
- Cover Girl (1986)

Lee Rocker’s Big Blue
- Lee Rocker’s Big Blue (1994)
- Atomic Boogie Hour (1995)

Swing Cats
- The Swing Cats (1999)
- Swing Cat Stomp (2000)
- A Special Tribute to Elvis (2000)

Сольные альбомы
- No Cats (1998)
- Lee Rocker Live (1999)
- Blue Suede Nights (2001)
- Bulletproof (2003)
- Burning Love (2004)
- The Curse of Rockabilly (2005)
- Racin' the Devil (2006)
- Black Cat Bone (2007)
- The Cover Sessions (2011)
- Night Train to Memphis (2012)